# 아그니카야나

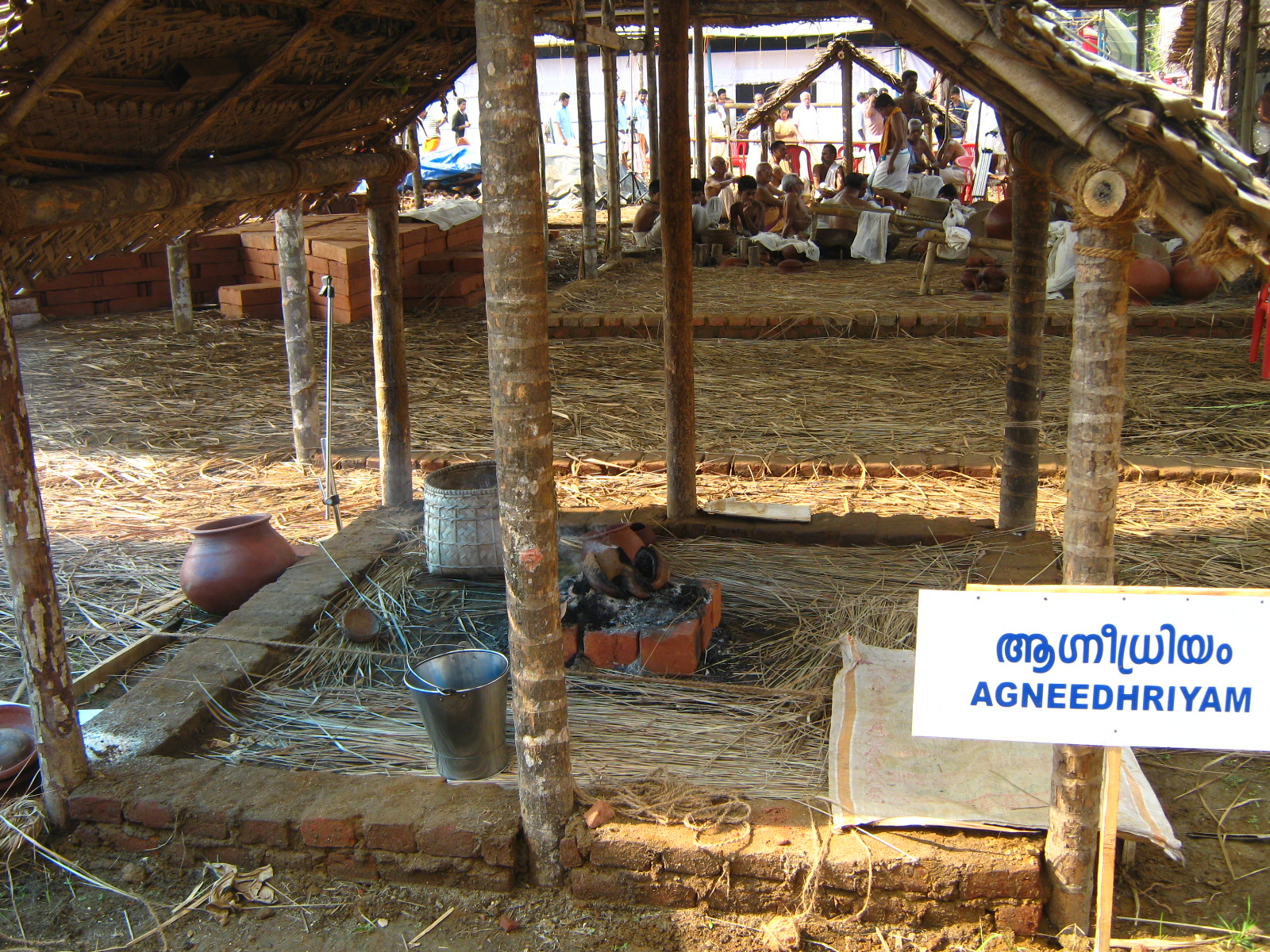
아그니카야나

아그니카야나(산스크리트어: अग्निचयन)는 베다 시대에 거행되었던 초기 야즈나 의식이다. 보통 아그니호트라 제물과 함께 제물을 격주로 매일 두 번 일상적으로 봉헌한 다음 가장 간단한 소마 의식인 아그니스토마를 수행한 후 더 광범위한 소마 의식과 아그니카야나 의식을 수행하는 방식으로 거행되었으며, 오늘날에도 안드라프라데시 등 인도의 일부 지역에서는 아직도 아그니차야나가 거행되고 있다.

## 의식

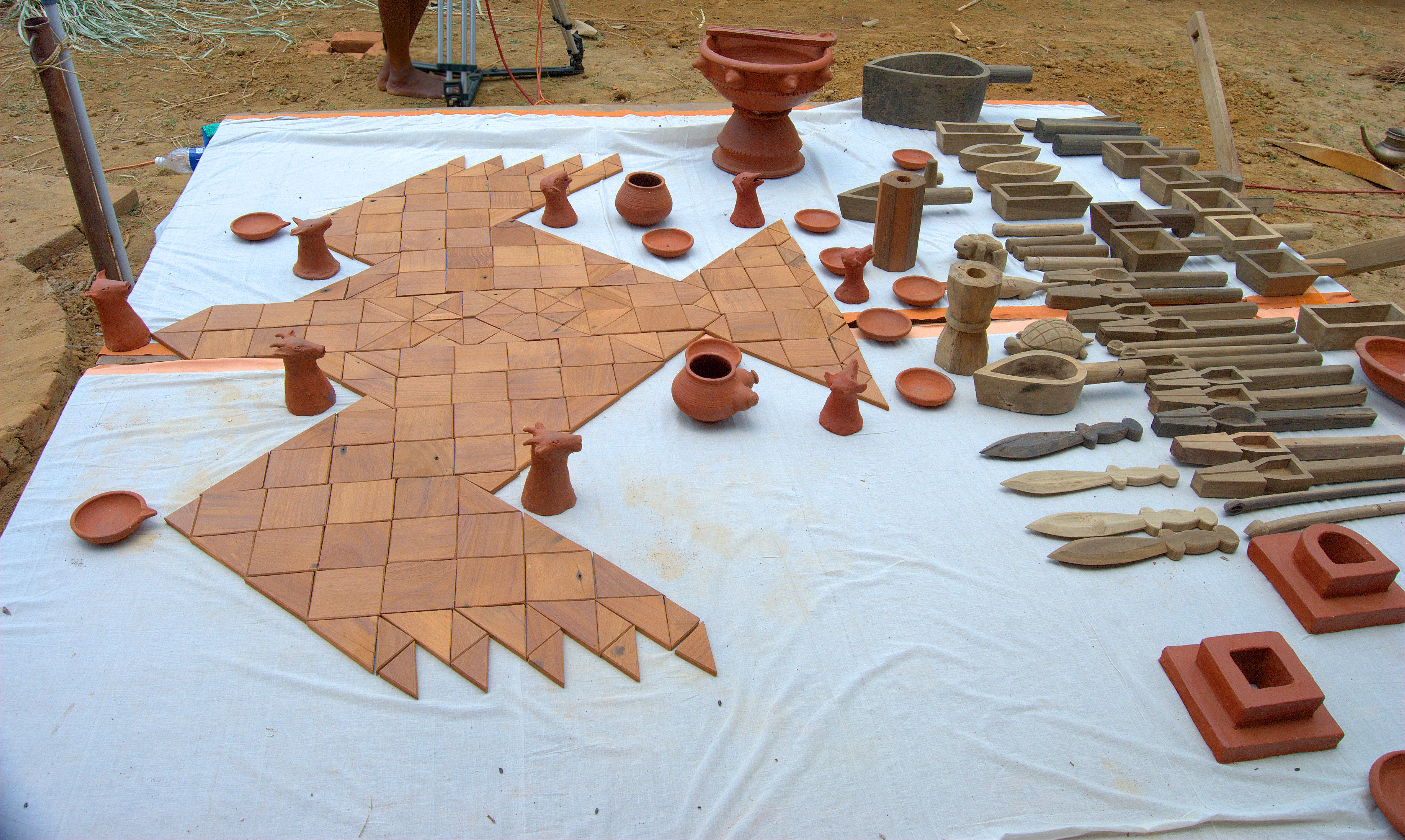
아그니카야나 동안 사용된 제구

아그나카야나 의식은 보통 12일이 걸리는데, 그 과정에서 1005개의 벽돌로 큰 새 모양의 제단인 유타 레비디를 만들었으며, 이에 대한 전례가 크리슈나 야주르베다 20장에서 25장에 존재한다. 아그니카야나의 즉각적인 목적은 이 의식에 따라 사람의 필멸의 존재를 특징 짓는 삶의 일시적인 본질, 고통과 죽음의 범위를 영구적으로 넘어서는 불멸을 위한 희생제물을 위해 세우는 것이다.
베다 시대 초기인 기원전 10세기 경에 쿠루 왕국에서 처음 등장한 아그니카야나는 베다 시대 후기인 기원전 6세기까지 지속적으로 시행되었지만, 그 뒤로는 점차 자취를 감추었으며 오늘날 케랄라 등 일부 지역에서 드물게 거행되고 있다.

## 같이 보기
- 야주르베다
- 브라만
- 야즈나

## 참고 문헌
- Knipe, David M. (2015), 《Vedic Voices: Intimate Narratives of a Living Andhra Tradition》, Oxford: Oxford University Press

- Witzel, Michael (1995), “Early Sanskritization: Origin and Development of the Kuru state” (PDF), 《EJVS》 1 (4), 2007년 6월 11일에 원본 문서 (PDF)에서 보존된 문서

## 추가 자료
- Staal, Frits (1976). “The Nambudiri Agnicayana of April 1975”. 《Journal of the American Oriental Society》 96 (1): 113. doi:10.2307/599897. JSTOR 599897.
- Dr. Naama. Satapatha Brahmana의 희생 제물 . 1981년 Motilal Banarsidass Publishe